# القلزم (مدينة قديمة)
القلزم (بالإغريقية: Κλῦσμα، كاليزما) كانت مدينة قديمة وأسقفية في مصر على رأس خليج السويس.

## تاريخها
أسس الإمبراطور تراجان كاليزما أو أعاد بناؤها في القرن الثاني الميلادي لحماية المسافرين والتجار لأنها تقع عند تقاطع الطرق من سيناء وفلسطين ومصر. وذلك بالتزامن مع بناء قناة أمنيس ترايانوس، وهي القناة التي تربط النيل بالبحر الأحمر وكان منفذها بالقرب من كاليزما. يُعتقد أن مينائها استُخدم لتصدير المنسوجات والحبوب المنتجة في إقليم أرسينوي حيث أنها كانت أكثر تكيفاً مع النقل عبر أمنيس ترايانوس إلى كاليزما بدلاً من النقل البري إلى الموان الجنوبية لبرنيس تروجلوديتيكا وميوس هورموس.
ذُكرت كاليزما لأول مرة في كتاب لوقيان السميساطي «ألكسندر الزائف» في أوائل القرن الثاني الميلادي، ومن قبل بطليموس في «الجغرافية» في منتصف القرن الثاني، حيث وصف كاليزما بأنها فوروريون (مجمع مُحصن). تمركز جنود «آلا فيتيرانا جاليكا» في المدينة في 179. ورد وصف كاليزما أيضاً في أعمال هيروقليس كونها كاسترا، وذُكرت في كتاب «باناريون» للقديس إبيفانيوس السلاميسي. بالإضافة إلى ذلك، يشير المؤرخان الكنسيان يوسابيوس في «أونوماستيكون» وفيلوستورغيوس في «هيستوريا إكليسياستيكا» إلى المدينة. ويقال إن القديس أوجينيوس القلزمي [الإنجليزية] درس كراهب في كاليزما.
كان جبل أنطونيوس القريب، والمعروف أيضاً باسم جبل كاليزما، يسكنه النُساك، مثل الأنبا يحنس القصير، والأنبا شيشوي الكبير [الإنجليزية]، اللذين توفيا هناك عامي 409 و429 على التوالي. أدى تدمير مركز كوبتوس التجاري على النيل، حيث تُنقل البضائع براً إلى برنيس وميوس هورموس، على يد الإمبراطور دقلديانوس في أواخر القرن الثالث إلى تعطيل التجارة مؤقتاً في الموانئ الجنوبية وأدى إلى زيادة التجارة في كاليزما التي وصلت إلى ذروتها في القرنين الرابع والخامس. كان الكومركياريوس [الإنجليزية]، المسؤول عن التجارة الخارجية، حاضراً في كاليزما إبان عهد الإمبراطور أناستاسيوس الأول ديكوروس. ذُكرت كاليزما في اللوحة البويتينغرية.
أمر الإمبراطور جستين الأول كاليزما في حوالي 525م، بتقديم عشرين سفينة لملك الحبشة في حربه مع ملك حمير، استجابةً لطلبه المساعدة. يُرجح أن طاعون جستنيان دخل الإمبراطورية الرومانية لأول مرة عبر ميناء كاليزما، وبالتالي انتقل إلى بيلوزيوم، حيث سُجل لأول مرة في منتصف يوليو 541. بحسب إفطيخيوس الإسكندري، بُنيت كنيسة القديس أثناسيوس في كاليزما بأمر من الإمبراطور جستينيان الأول. زار الحاج المجهول البيشنزي [الإنجليزية] كاليزما في حوالي 570، والذي لاحظ ثمانية عشر قبراً أو أكثر للنساك في كاتدرائية المدينة.
عُرفت كاليزما باسم القلزم بعد الفتح الإسلامي لمصر، وكان البحر الأحمر يُعرف باسم بحر القلزم (بحر كاليزما).

## التاريخ الكنسي
كانت أبرشية كاليزما بمثابة مساعد أسقفية [الإنجليزية] لمطرانية ليونتوبوليس. أصبح يعقوب أسقفاً لكاليزما قبل 347، ثم تيطس/بولس في 347، وكان بويمين أسقفاً عليها من 458-459. وحضر استفانوس، أسقف كاليزما، مجمع القسطنطينية الثاني في 553. أعادت الكنيسة الرومانية الكاثوليكية إحياء كاليزما فخرياً باعتبارها كرسي لقبي، وتولاه الأساقفة التاليون:
- بيو جاليزيا، (25.01.1741 - 23.03.1745)
- بول جول نارسيس ريموند (1921.04.09 - 1930.05.20)
- ألبرت بيير فاليير، من جمعية البعثات الأجنبية في باريس (25.06.1930 – 01.01.1955)
- تيوفيلو كاموموت باستيدا (1955.03.23 - 1958.06.10)
- يوانس أنطونيوس إدواردوس فان دوديوارد (1958.07.01 - 1960.06.27)
- فلاديسلاف جيدروسزوك (19.11.1962 - 05.06.1991)

## الثقافة الشعبية
ظهرت كاليزما في النسخة الموسعة «ذا هايدن ونز» للعبة الفيديو أساسنز كريد أوريجنز في 2017.